# Emma Darwin

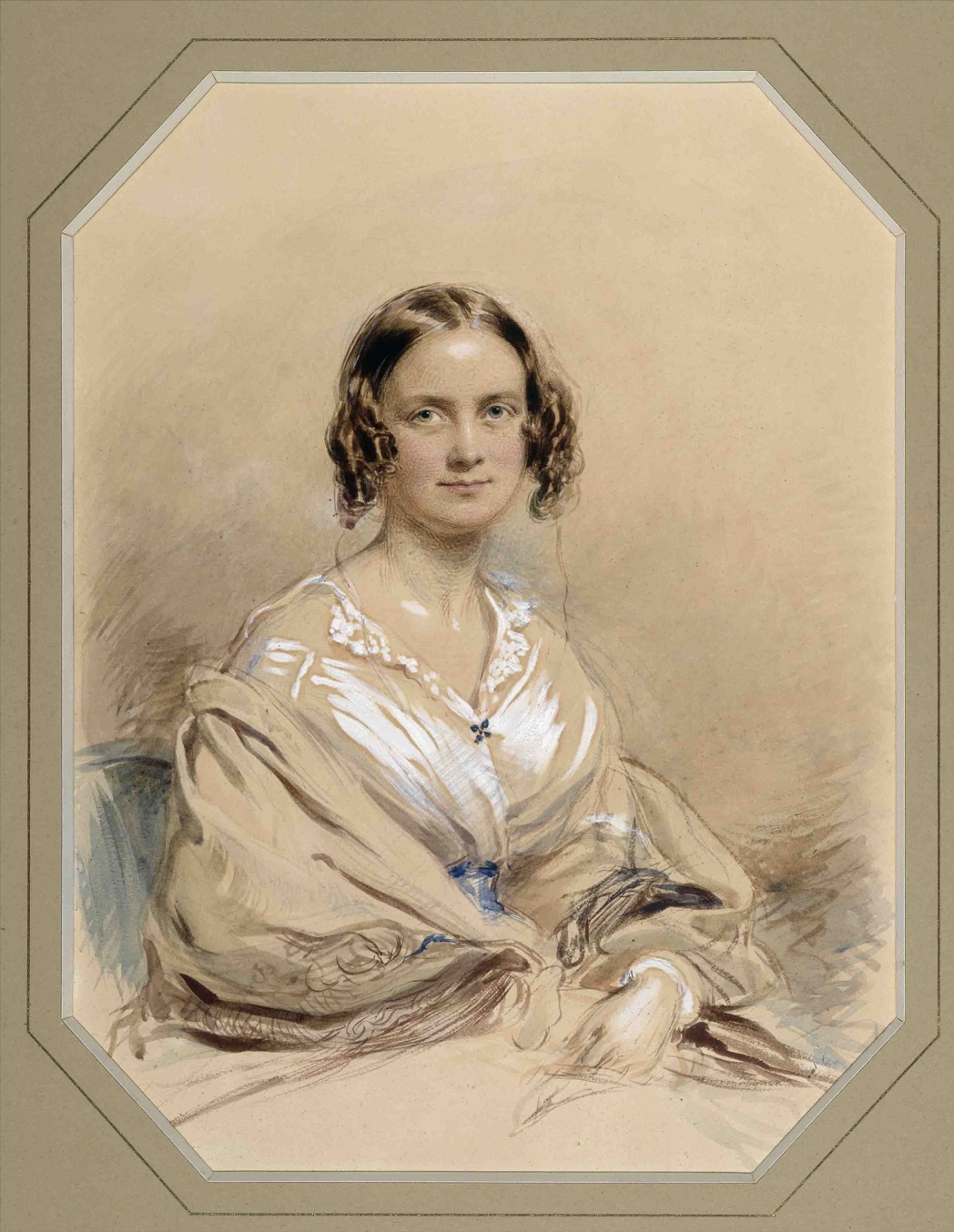
Emma Darwin im Jahr 1840, kurz nach ihrer Hochzeit mit Charles, Aquarell von George Richmond

Emma Darwin (geb. Wedgwood, * 2. Mai 1808 in Maer, Staffordshire; † 7. Oktober 1896 in Downe) war die Cousine und Ehefrau des englischen Naturforschers Charles Darwin. Sie heirateten am 29. Januar 1839 und hatten zusammen zehn Kinder, von denen drei in frühem Alter starben.

## Kindheit und Jugend
Emma wurde auf dem Familiensitz Maer Hall geboren. Sie war das jüngste von sieben Kindern von Josiah Wedgwood II und seiner Frau Elizabeth. Ihr Großvater väterlicherseits war Josiah Wedgwood, der Begründer der Wedgwood Porzellanmanufaktur und damit der industriellen Keramik, der, wie viele andere dieser Zeit, die nicht dem Adelsstand angehörten, als Nonkonformist Mitglied der Unitarier war. Charles Darwin war ihr Cousin durch die gemeinsamen Großeltern Josiah und Sarah Wedgwood, und da die Familien Wedgwood und Darwin eng verbunden waren, waren sie von Kindheit an miteinander vertraut.
Sie war unzertrennlich mit ihrer Schwester Fanny und wird vom Wesen als zugleich anmutig und chaotisch geschildert, was ihr den Spitznamen kleine Miss „Slip-Slop“ einbrachte. Sie unterstützte ihre ältere Schwester Elizabeth bei der Sonntagsschule, die in der Maer Hall Wäscherei abgehalten wurde, und schrieb kleine moralische Geschichten, die dabei helfen sollten, den etwa 60 Dorfkindern eine erste Unterweisung in Lesen, Schreiben und Religion zu geben.
In ihrer Jugend wurde sie für eine Zeitlang nach Paris geschickt, wo sie bei Frédéric Chopin Klavierstunden nahm („zwei oder drei“). Später bereiste sie in einer Grand Tour Europa. 1826 begann ein achtmonatiger Aufenthalt zusammen mit ihrer Schwester Fanny bei ihrer Tante Jessie (Madame de Sismondi, Ehefrau des Historikers Jean-Charles-Léonard Simonde de Sismondi) in Genf. Als ihr Vater sie in Begleitung seiner Tochter Caroline abholte, nahm er auch den Sohn Charles mit bis nach Paris, wo sie auf dem Rückweg noch einmal alle zusammentrafen, bevor sie die Heimreise im Juli 1827 antraten. Emma begeisterte sich auch für Freiluftsportarten und erhielt eine Auszeichnung als Bogenschützin.
Am 31. August 1831 war sie im Kreise ihrer Familie und half dabei, die Einwände von Charles Darwins Vater Robert gegen eine Teilnahme seines Sohnes an der Forschungsreise mit der Beagle zu überstimmen. Während der Weltreise von Charles hielten seine Schwestern ihn mit Neuigkeiten auf dem Laufenden, so auch mit der Nachricht vom Tod von Emmas erst 26-jähriger Schwester Fanny und dem Tratsch über das Verhältnis von seinem Bruder Erasmus mit Emmas Schwägerin, der verheirateten Frances Julia Wedgwood (Frau des Etymologen Hensleigh Wedgwood); Emma sollte mit diesem eine offizielle Liaison eingehen, um gravierende Folgen zu vermeiden. Nach der Rückkehr von Charles bei einem Besuch in Maer nahm sie mit großem Interesse seine Reiseberichte auf.
Emma hatte schon verschiedene Heiratsanträge ausgeschlagen. Als ihre Mutter nach einem Anfall bettlägerig wurde, pflegte sie sowohl sie als auch ihre an Minderwuchs und Wirbelsäulenverkrümmung leidende ältere Schwester Elizabeth.

## Ehe mit Charles Darwin

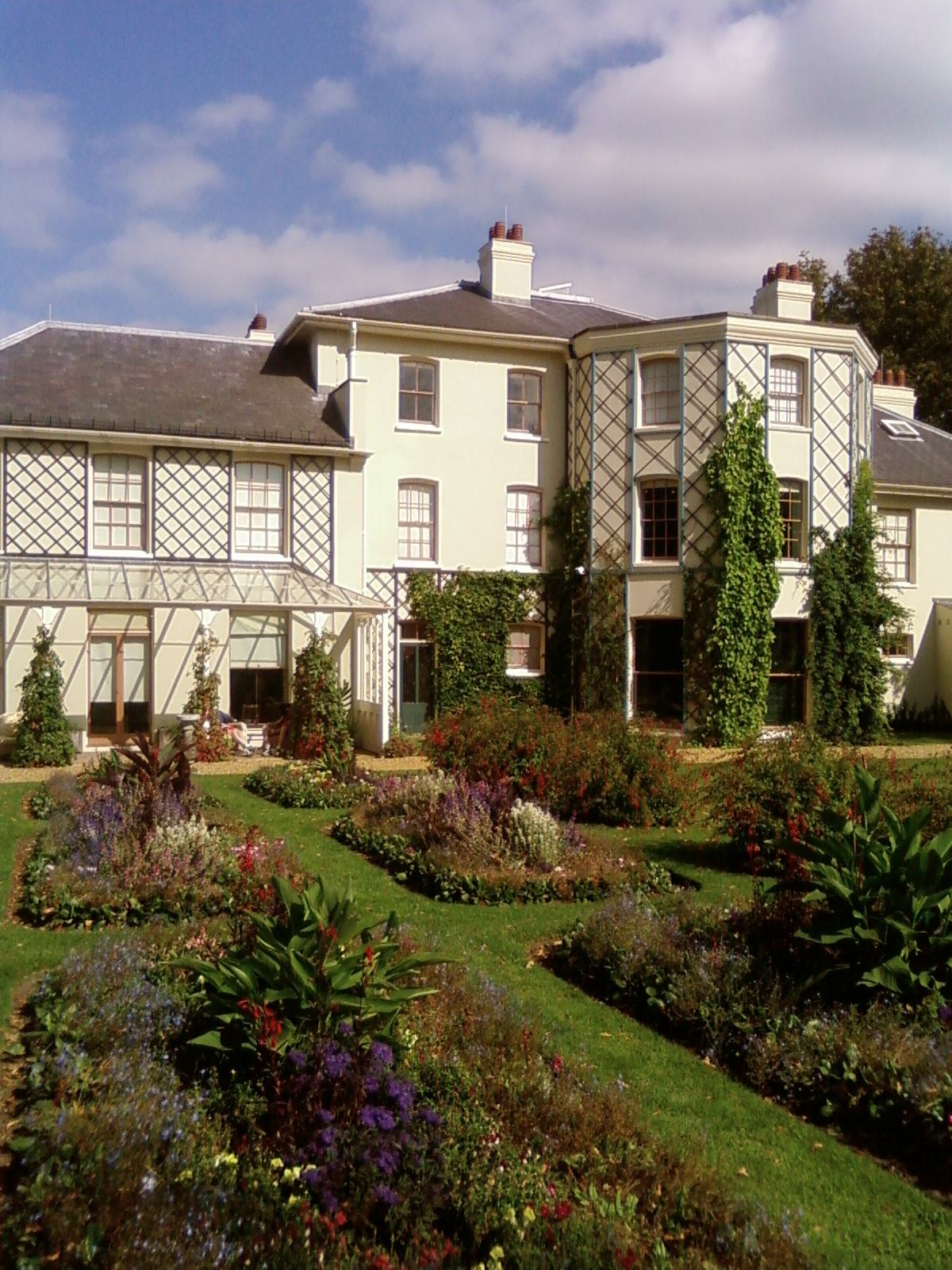
Das Ehepaar Darwin lebte ab 1842 im Down House (heute ein Museum)

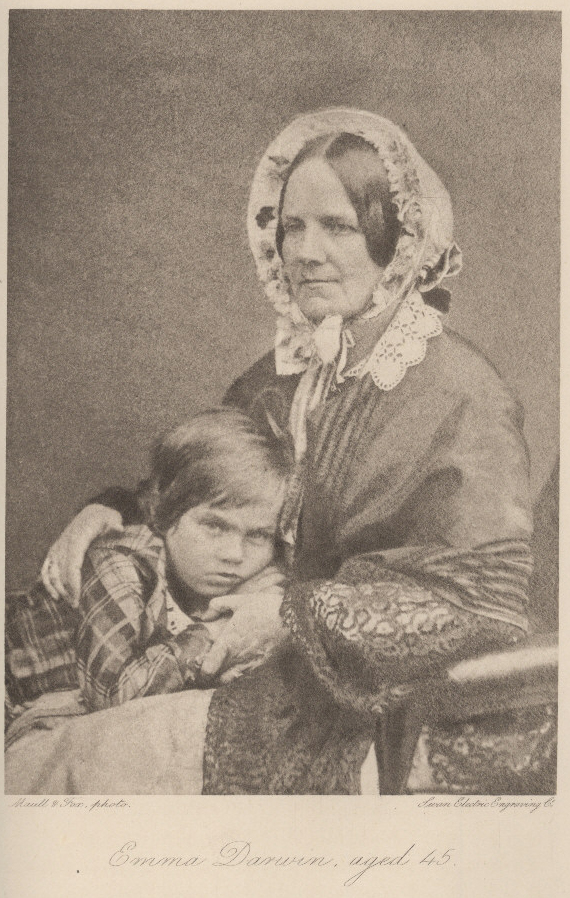
Emma Darwin mit ihrem Sohn Leonard, 1853

Im Alter von 30 Jahren nahm sie Charles Darwins Heiratsantrag am 11. November 1838 an, und sie wurden am 29. Januar 1839 in der anglikanischen St. Peters Kirche in Maer getraut. Nach einer kurzen Zeit in London zogen sie dauerhaft nach Down House in der Nähe von Downe, einer kleinen Siedlung am Rande der Großstadt.
Charles und Emma zogen ihre 10 Kinder in einer ausgesprochen unautoritären Weise auf, und einige von diesen waren später in ihrem selbstgewählten beruflichen Werdegang sehr erfolgreich: George,
Francis und Horace wurden Mitglieder der Royal Society.
Emma Darwin ist vor allem in Erinnerung geblieben wegen ihrer Geduld und Tapferkeit im Umgang mit den langwährenden Leiden ihres Mannes. Sie pflegte ferner ihre Kinder bei häufigen Erkrankungen und überdauerte den Tod von dreien: Anne, Mary und Charles Waring. Mitte der 1850er Jahre war sie in der ganzen Gemeinde bekannt dafür zu helfen, wie es eine Pfarrersfrau tun würde, und setzte sich für Nahrungsversorgung von Bedürftigen und finanzielle Unterstützung von Alten ein, vergab Süßigkeiten an Notleidende und medizinische Hilfen und einfache Medikamente auf der Basis von Dr. Robert Darwins altem Arzneibuch.
Emma spielte oft für Charles Klavier, und einige Seiten in Darwins 1871 erschienener Abstammung des Menschen und die geschlechtliche Zuchtwahl behandeln die Entwicklung musikalischer Fähigkeiten unter dem Gesichtspunkt geschlechtlicher Selektion.

## Religiöse Ansichten
Emmas Glaube basierte auf dem Unitarismus, welcher das innere Empfinden über die Autorität religiöser Texte oder Doktrinen setzt. Ihre Ansichten waren weder einfach noch unerschütterlich und waren das Resultat intensiver Studien und Hinterfragungen. Darwin bekannte vor ihrer Verlobung offenmütig seinen Skeptizismus, und sie sprach mit ihm über ihren Zwiespalt zwischen der Sorge, dass Glaubensdifferenzen sie trennen könnten, und ihrem Wunsch, ihm nahe zu sein und unvoreingenommen seine Gedanken zu teilen. Nach ihrer Hochzeit war das Christentum für viele Jahre Gegenstand ihrer Diskussionen. Sie schätzte seine Offenheit und auch seine echte Unsicherheit bezüglich der Existenz und Natur Gottes, welche sich nach und nach zu Agnostizismus entwickelten. Dies verband beide, wenngleich dies nicht die Spannung zwischen ihren unterschiedlichen Ansichten löste.
Im Frühjahr 1837 fasste Darwin bereits die Idee über die Transmutation der Arten. Nach seinem Heiratsentschluss besuchte er Emma am 29. Juli 1838 und sprach mit ihr über seine Gedanken zur Transmutation. Am 11. November hielt er um ihre Hand an. Dabei sprach er wieder über seine Ideen, und zehn Tage später schrieb sie ihm einen Brief, in dem sie ihren Sorgen über mögliche weltanschauliche Differenzen Ausdruck gab.
Darwin hatte sich schon über den Materialismus gewundert, den seine Ideen mit sich brachten. Der Brief Emmas zeigt wieder ihren Zwiespalt zwischen ihrer Sorge, dass Glaubensdifferenzen sie trennen könnten und ihrem innigen Wunsch nach Nähe und unbefangenem Gedankenaustausch. Emma glaubte an das Leben nach dem Tod, und ihre Sorge war, dass sie für alle Zeiten „zusammengehören“ sollten. Darwin stieß sich jedoch zum Beispiel an bestimmten Passagen aus dem Johannesevangelium (Joh 15,6 ) und schrieb: „Ich kann wirklich kaum erkennen, warum irgendjemand sich wünschen sollte, dass der christliche Glaube wahr sei; denn wenn er wahr wäre, würde wohl der Text ganz klar beweisen, dass Menschen, die nicht glauben, und dies würde meinen Vater, meinen Bruder und fast alle meine besten Freunde einschließen, auf ewig bestraft werden. Und das ist eine verdammungswürdige Lehre.“
Nach ihrer Heirat im Januar 1839 setzen sie die Diskussion über das Christentum für viele Jahre fort. Sie kamen mit den unitarischen Geistlichen James Martineau und John James Taylor zusammen und lasen deren Werke ebenso wie die anderer unitarischer und liberal anglikanischer Autoren wie Francis William Newman. In Downe besuchte Emma regelmäßig die anglikanische Kirche, doch als Unitarier wandte die Familie sich stets schweigend ab, wenn das trinitarische Bekenntnis von Nicäa verlesen wurde.
Bald nach ihrer Hochzeit schrieb Emma ihrem Mann: „Die innere Haltung, die ich Dir gegenüber bewahren möchte, ist das Gefühl, dass Du nicht irren kannst, solange Du bewusst und in ernstem Streben handelst in der Bemühung, die Wahrheit zu erfahren.“ In der wissenschaftlichen Gewohnheit, nichts zu glauben, bevor es überprüft ist, sah sie eine Bedrohung des Glaubens, fand aber ihre Hoffnung bestätigt, dass Darwin seine Meinung nicht als festgelegt betrachtete (“consider his opinion as formed”). Nicht Unglauben, sondern eher methodische Zweifel und Vorbehalte bestimmten Darwins Verhältnis zur Natur und ermöglichten ihm neue Entdeckungen. So konnten sie einen offenen Umgang miteinander pflegen.

## Späte Jahre

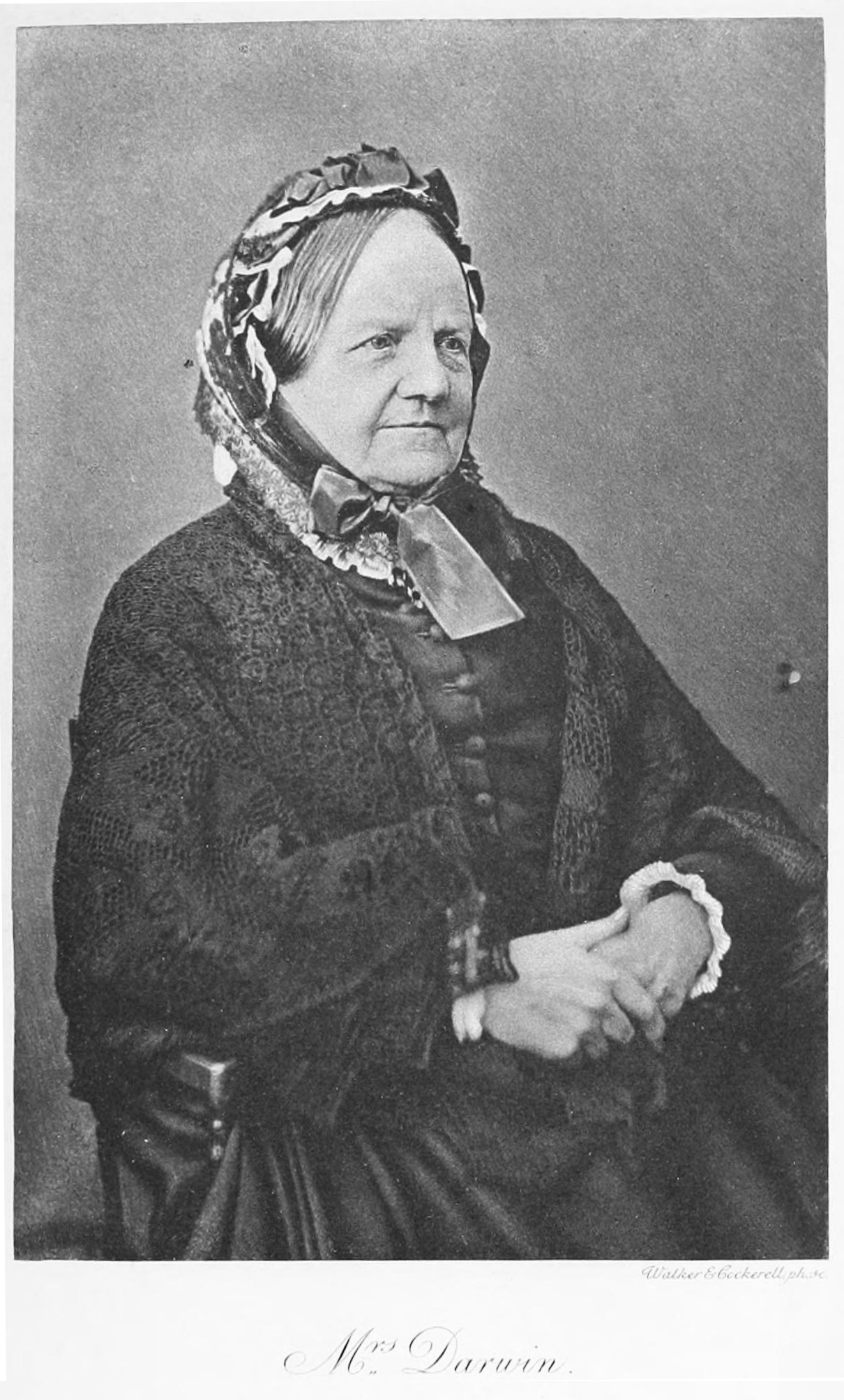
Emma Darwin

Nach Charles’ Tod im Jahre 1882 verbrachte Emma die Sommer in Down House und kaufte ein großes Haus The Grove in der Huntingdon Road in Cambridge, wo sie die Winter über lebte. Ihr Sohn Frances baute auch ein Haus, welches er Wychfield nannte, auf dem Gelände von The Grove. Er hielt sich dort die meisten Winter über auf, während er im Sommer in Gloucestershire war. Emmas Sohn Horace hatte ebenfalls auf dem Grund ein Gebäude errichtet, The Orchard.
Emma Darwins Grab befindet sich in Downe, neben dem von Charles’ Bruder Erasmus Alvey. Darwin selbst war in der Westminster Abbey beigesetzt worden.

## Kinder
- William Erasmus Darwin (1839–1914)
- Anne Elizabeth Darwin (1841–1851)
- Mary Eleanor Darwin (1842–1842)
- Henrietta Emma „Etty“ Darwin (1843–1927)
- George Howard Darwin (1845–1912)
- Elizabeth Darwin (1847–1926)
- Francis Darwin (1848–1925)
- Leonard Darwin (1850–1943)
- Horace Darwin (1851–1928)
- Charles Waring Darwin (1856–1858)

## Gegenwart
2001 erschien eine Biografie über Emma Darwin von Edna Healey, welche allerdings für den Versuch, Emma Verdienst an Darwins Ideen zuzuschreiben kritisiert wurde, während die meisten Historiker darin übereinstimmen, dass sie, wenn überhaupt, sehr geringen wissenschaftlichen Anteil hat.
2009 erschien der Film Creation, der insbesondere das Verhältnis Darwins zu seiner ältesten Tochter Anna aber auch das zwischen Emma und Charles (dargestellt von Jennifer Connelly und Paul Bettany) thematisiert.
Im Januar 2009 gab das Cambridge City Council der Planungskommission des College die Genehmigung zum Abriss von Emma Darwins Torhaus auf Grove Lodge, welches jetzt einen Teil des Murray Edwards College bildet. Nachdem Anwohner und Universitätsvertreter ihre Bedenken geäußert und eine Kampagne gegen den Abriss gestartet hatten, beschloss das Council mögliche Alternativen zu erwägen und entschied schließlich Ende September 2009, Grove Lodge zu erhalten und zu restaurieren.